# Zelladhäsionsmolekül
Zelladhäsionsmoleküle (auch CAMs, englisch cell adhesion molecule) sind eine Klasse von Proteinen, die die Kontakte zwischen Zellen in einem tierischen Gewebe vermitteln. Sie haben zwei grundlegende Funktionen:
- den Zusammenhalt von Geweben und
- die Kommunikation von Zellen miteinander zu ermöglichen.

Es handelt sich um integrale Membranproteine, die aus der Zelle herausragen und auf der Zelloberfläche mit anderen Proteinen in Wechselwirkung treten.

## Unterformen
Es werden Zelladhäsionsmoleküle, die Kontakte zwischen zwei benachbarten Zellen herstellen, und Zelladhäsionsmoleküle, die Kontakte zwischen der Zelle und der extrazellulären Matrix herstellen, unterschieden:

### ICAMs
Interzelluläre Zelladhäsionsmoleküle (auch ICAMs, englisch intercellular cell adhesion molecule) sind eine Untergruppe der Zelladhäsionsmoleküle und gehören zur Proteinfamilie der Immunglobuline. Sie vermitteln auf Endothelzellen (z. B. in Blutgefäßen) eine heterophile Bindung an Integrine. Im Falle des ICAM-1 können so Lymphozyten über eine Bindung an ihre Integrine in umliegendes Gewebe migrieren (siehe Rolling Adhesion).

## Zell-Zell-Adhäsion
Hier gibt es zwei große Gruppen von Proteinen, die Cadherine, die calciumabhängige, homophile Bindungen eingehen, und die große Gruppe der N-CAMs (englisch nerve-cell adhesion molecule) oder Immunglobulin-Superfamilie, die ebenfalls hauptsächlich mit anderen N-CAMs derselben Art interagieren. Auf diese Weise finden sich ähnlich aufgebaute Zellen zusammen und erkennen einander, so dass sie ein zusammenhängendes Gewebe und damit das Organ bilden können. Weitere Proteine, die Zell-Zell-Adhäsion vermitteln, sind LRR-Proteine (englisch Leucine-rich repeat), EGF-Domänen-Proteine und Typ C-Lectin.

## Zell-Matrix-Adhäsion
Die Verbindungen von Zellen zur extrazellulären Matrix werden durch die Integrine hergestellt. Dies sind heterodimere Rezeptoren, die vor allem an die Laminine und an RGD-haltige Proteine der extrazellulären Matrix binden. Sie sind besonders für den Zusammenhalt wichtig.